# Rassemblement pour la République
Das Rassemblement pour la République (RPR; deutsch: „Zusammenschluss für die Republik“ oder „Sammlungsbewegung für die Republik“) war eine französische politische Partei. Das RPR gehörte der politischen Rechten an, ihre Ausrichtung kann als gaullistisch und konservativ beschrieben werden. Sie verfolgte die Idee einer Fortführung der Politik von Charles de Gaulle und des Mythos der Résistance während des Zweiten Weltkrieges. Ihre Gründung verdankte sie einer Initiative des späteren Pariser Bürgermeisters und französischen Staatspräsidenten Jacques Chirac im Jahr 1976. In den folgenden Jahrzehnten war das RPR stärkste Partei des bürgerlichen Spektrums und ging bei den meisten Wahlen Bündnisse mit der Union pour la démocratie française (UDF) ein. RPR-Politiker waren 1986–88 und 1993–97 Premierminister, ab 1995 stellte die Partei mit Chirac den Staatspräsidenten. Nach der Präsidentschaftswahl 2002 löste sich das RPR zugunsten der Mitte-rechts-Sammelpartei Union pour un mouvement populaire (UMP) auf.

## Parteivorsitzende
- Jacques Chirac – 1976 bis 1994
- Alain Juppé – 1994 bis 1997
- Philippe Séguin – 1997 bis 1999
- Nicolas Sarkozy – Interims-Vorsitzender 1999
- Michèle Alliot-Marie – 1999 bis 2002
- Serge Lepeltier – 2002

## Geschichte

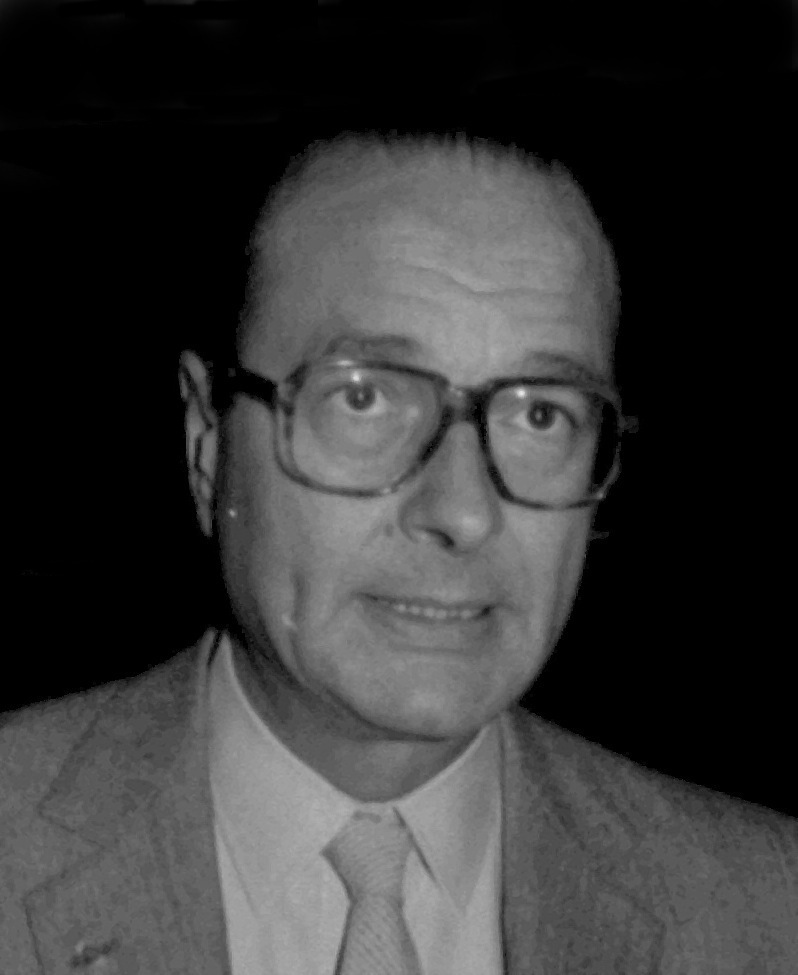
Jacques Chirac – Gründer und langjähriger Vorsitzender des RPR

### Gründung
Die gaullistische Partei, die unter verschiedenen Namen – Union pour la Nouvelle République (UNR) bzw. Union des démocrates pour la République (UDR) – seit Beginn der Fünften Republik 1958 regierte, verlor 1974 erstmals eine Präsidentschaftswahl. Es gewann Valéry Giscard d’Estaing, der zwar zum bürgerlichen Lager gehörte, aber nicht zur UDR, sondern zu den liberal-konservativen Républicains indépendants (RI). Giscard d’Estaing bezog jedoch auch die UDR in seine Regierung ein und ernannte den Gaullisten Jacques Chirac zum Premierminister. Im August 1976 wurde er jedoch durch den Parteilosen Raymond Barre abgelöst. Chirac sah die Notwendigkeit einer Erneuerung der gaullistischen Bewegung und gründete am 5. Dezember 1976 das RPR, dessen erster Vorsitzender er wurde. Im Jahr darauf wurde Jacques Chirac zum Bürgermeister der Hauptstadt Paris gewählt.
Bei den französischen Parlamentswahlen 1978 – wie auch bei den meisten folgenden Wahlen – ging das RPR ein Bündnis mit der Union pour la démocratie française (UDF) der Unterstützer Giscard d’Estaings ein: die Majorité présidentielle, die der Regierung des Präsidenten eine Mehrheit im Parlament sichern sollte. Das RPR gewann 22,62 % der Stimmen und damit 150 von 490 Sitzen. Die RPR-Fraktion war damit zwar nicht so stark wie zuvor die UDR, aber immer noch stärkste Kraft in der Nationalversammlung. Zusammen hatten RPR und UDF weiterhin eine Mehrheit.
Von der UDF unterschied sich das RPR vor allem in Fragen des politischen Stils und der Organisationsform: Die UDF setzte eher auf „Notabeln“, die in den Kommunen und Regionen verwurzelt waren; das RPR wollte hingegen eine Massenpartei mit einer landesweit aktiven Basis sein. Zudem verfolgte die RPR in ihrer frühen Phase eine eher dirigistische Wirtschaftspolitik (im Gegensatz zur eher wirtschaftsliberalen UDF), eine autoritärere Innenpolitik und stand der europäischen Integration eher skeptisch gegenüber. Sowohl bei Parlaments- als auch bei Präsidentschaftswahlen trafen jedoch beide Parteien in der Regel Absprachen, spätestens zum zweiten Wahlgang, um den Sieg linker Kandidaten zu verhindern. Bei den Wahlen zum Europäischen Parlament 1979 erreichte das RPR 16,31 % der Stimmen (15 von 81 Sitzen). Ihre Abgeordneten saßen in der Fraktion der Europäischen Demokraten für den Fortschritt, gemeinsam mit den Europaparlamentariern der irischen Fianna Fáil.

### Opposition und Cohabitation während der Präsidentschaft Mitterrand

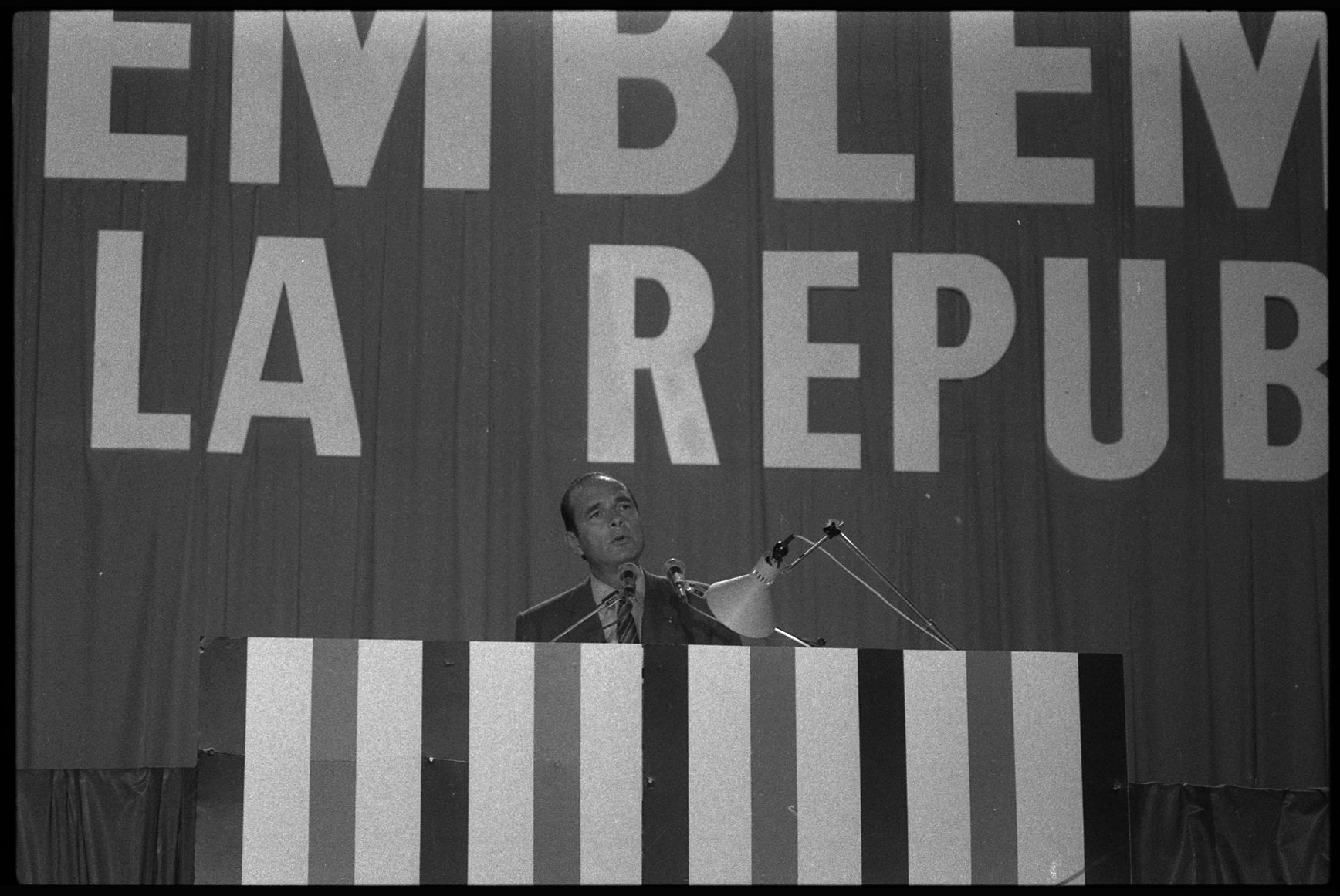
Parteitag des RPR in Toulouse 1982

Am 26. April 1981 erhielt Chirac im ersten Wahlgang der Präsidentschaftswahl 18 % der Stimmen. Im zweiten Wahlgang unterstützte das RPR den Amtsinhaber Giscard d’Estaing (UDF), der jedoch dem Sozialisten François Mitterrand unterlag. Bei den kurz darauf folgenden Parlamentswahlen erhielt das RPR 20,81 % der Stimmen (85 von 491 Sitzen). Anschließend war das RPR in Opposition gegen die erste linke Regierung der Fünften Republik. In dieser Zeit wandelte sich die Programmatik und Ideologie der Partei. Sie wandte sich von de Gaulles dirigistischer Wirtschaftspolitik wie auch vom euroskeptischen Kurs ab und neoliberalen Programmpunkten wie Privatisierung, Deregulierung und Steuersenkungen zu. Gegen diesen Wandel gab es jedoch Widerstand von „orthodoxen“ und „sozialen Gaullisten“. 1984 erreichte das RPR bei der Europawahl 1984 in einer gemeinsamen Liste mit der UDF 43 % der Stimmen (41 von 81 Sitzen).
Zu den französischen Parlamentswahlen 1986 stellte das RPR in den meisten Wahlkreisen gemeinsame Kandidaten mit der UDF auf, in einigen Wahlkreisen traten hingegen RPR-Kandidaten separat an. Das gemeinsame Wahlprogramm mit der UDF bestätigte die pro-europäische und neoliberale Wende des RPR. Die gemeinsamen Kandidaturen UDF/RPR erhielt 21,4 % der Stimmen (147 von 573 Sitzen) und die separaten RPR-Kandidaturen 11,2 % (76 Sitze). Gemeinsam mit der UDF, die für ihre eigenen Kandidaten nochmals 53 Mandate erreicht hatte und kleineren rechten Parteien konnte das RPR eine Regierungskoalition bilden. Jacques Chirac wurde Premierminister unter Staatspräsident François Mitterrand, womit die erste Cohabitation begann. Diese Konstellation widersprach de Gaulles Idee eines starken Präsidenten als Staats- und Regierungschef und wurde daher von „orthodoxen Gaullisten“ abgelehnt. Bei den gleichzeitig mit der Parlamentswahl abgehaltenen Regionalwahlen gewann das RPR die Präsidentschaft in 6 von 22 Regionen, in 14 weiteren Regionen stellte die verbündete UDF den Präsidenten. Chirac setzte sich im Dezember 1986 für die Verabschiedung der Einheitlichen Europäischen Akte ein, eine Abkehr vom nationalen Vetorecht im EG-Rat, für das sich de Gaulle 21 Jahre zuvor vehement eingesetzt hatte.
Am 25. April 1988 erhielt Jacques Chirac im ersten Wahlgang zur Präsidentschaftswahl 19,95 % der Stimmen und erreichte die Stichwahl. Bei dieser unterlag er mit 45,98 % der Stimmen dem amtierenden Präsidenten François Mitterrand. Wie üblich trat die vom RPR geführte Regierung nach der Präsidentschaftswahl zurück. Mitterrand ernannte den Sozialisten Michel Rocard zum Premierminister und löste die Nationalversammlung vorzeitig auf. Bei den darauffolgenden Parlamentswahlen intensivierte sich die Zusammenarbeit zwischen RPR und UDF noch: Schon im ersten Wahlgang trat in fast allen Wahlkreisen jeweils nur ein bürgerlicher Kandidat der Union du Rassemblement et du Centre, d. h. des RPR oder der UDF an. Die Kandidaten des RPR erhielten 19,18 % der Stimmen im ersten Wahlgang und 127 der 575 Sitze, es verblieb damit in der Opposition.
Mit den Wahlniederlagen 1988 begannen in der bis dahin von Chirac dominierten Partei Richtungsstreitigkeiten. Am 21. Juni 1988 wurde der Chirac-Vertraute Bernard Pons mit nur einer Stimme Mehrheit gegen Philippe Séguin zum Fraktionsvorsitzenden in der Nationalversammlung gewählt. Eine Gruppe etwa Vierzigjähriger, die sogenannten Quadras, prangerten das angebliche Abrutschen des RPR nach Rechts an, das unter anderem in Wahlabsprachen mit dem Front National bei den Parlamentswahlen 1988 gesehen wurde. Bei den Wahlen zum Europäischen Parlament 1989 errang die gemeinsame Liste von RPR und UDF 28,9 % der Stimmen und 26 von 81 Sitzen. Am 11. Januar 1990 veröffentlichten Charles Pasqua und Philippe Séguin unter dem Titel Rassemblement pour la France einen Programmtext für die anstehende Neuwahl der Parteiführung, in dem sie eine Position des Souveränismus vertraten. Die Gegenposition im Sinne Chiracs wurde von Alain Juppé entworfen, dessen Text einige Wochen später beim Parteitag von Le Bourget die Mehrheit erhielt. Chirac blieb damit Vorsitzender des RPR. Am Ende des Jahres 1990 verließen Michel Noir, Michèle Barzach und Alain Carignon die Partei.
Im Jahr 1990 gründeten RPR und UDF das Bündnis Union pour la France (UPF; deutsch „Union für Frankreich“) mit einem gemeinsamen Programm, um die linke Regierung abzulösen. Bei den Regionalwahlen 1992 gewann die UPF 32,9 % der Stimmen und die Präsidentschaft in 19 von 22 Regionen. Im selben Jahr verteidigte Jacques Chirac das „Ja“ im Referendum zum EU-Vertrag von Maastricht; Charles Pasqua und Philippe Séguin verteidigten ihr „Nein“. Bei der Volksabstimmung votierten etwa zwei Drittel der RPR-Wähler gegen den Vertrag, insgesamt setzte sich jedoch das Ja-Lager knapp durch. Ein Jahr später (1993) erwog die UPF, die UDF und den RPR ihre Unabhängigkeit wiedergewinnen zu lassen.

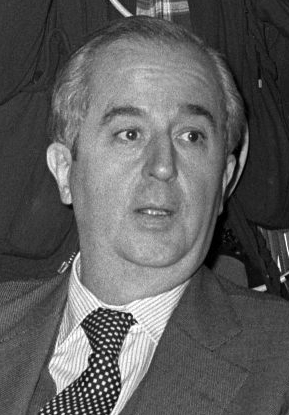
Édouard Balladur – Premierminister und Präsidentschaftskandidat

Die Wahlen zur Nationalversammlung 1993 brachten einen Erdrutschsieg der bürgerlichen Parteien. RPR-Kandidaten erhielten 19,83 % der Stimmen im ersten Wahlgang und 242 von 577 Sitzen. Gemeinsam mit der UDF (213 Sitze) erreichte die Union pour la France eine überwältigende Mehrheit in der Nationalversammlung von mehr als vier Fünfteln der Sitze. In der Folge wurde Édouard Balladur (RPR) zum Premierminister ernannt, die zweite Cohabitation begann. Der Ernennung Balladurs war eine Absprache zwischen diesem und Chirac vorausgegangen, wonach Chirac auf die Position des Premierministers verzichtete, Balladur dafür von einer Kandidatur bei den nächsten Präsidentschaftswahlen absehen sollte. 1994 wurde Alain Juppé zum Vorsitzenden der Partei gewählt. Bei den Wahlen zum Europäischen Parlament im selben Jahr erzielte die gemeinsame Liste von RPR und UDF 25,7 % der Stimmen und 28 von 81 Sitzen.

### Präsidentschaft Chirac
Im Vorfeld der Präsidentschaftswahl 1995 entschloss sich Balladur entgegen der mit Chirac geschlossenen Absprache, doch als Präsidentschaftskandidat anzutreten, unterstützt von der UDF. Dies führte dazu, dass im ersten Wahlgang zwei RPR-Mitglieder gegeneinander antraten, wobei Chirac sich im Wahlkampf traditionelle gaullistische Werte auf die Fahnen schrieb. Er prangerte die „soziale Spaltung“ an und versprach, der Bekämpfung der Arbeitslosigkeit höchste Priorität einzuräumen, unabhängig von den Zwängen der Globalisierung und EU-Verpflichtungen. Chirac erreichte mit 20,84 % die Stichwahl, während Édouard Balladur mit 18,58 % nur auf den dritten Platz kam. Im zweiten Wahlgang wurde Chirac mit 52,64 % gegen 47,36 % für Lionel Jospin (PS) zum Präsidenten der Republik gewählt. Nach der Präsidentschaftswahl trat die Regierung Balladur wie üblich zurück, Chirac ernannte Alain Juppé zum neuen Premierminister. Wenige Monate nach der Wahl leitete Chirac trotz seiner Wahlkampfrhetorik Maßnahmen zur Einhaltung der EU-Konvergenzkriterien ein.
Die Doppelkandidatur 1995 sorgte für ein tiefes und langanhaltendes Zerwürfnis innerhalb des gaullistischen Lagers, bei dem Chirac selbst und seine Gefolgsleute (unter anderem Dominique de Villepin und Alain Juppé) gegen die Gefolgsleute Balladurs (unter anderem Nicolas Sarkozy und François Fillon) standen. Dieser Konflikt prägte die Präsidentschaft Chiracs vor allem in seiner zweiten Amtszeit und auch die Präsidentschaft Nicolas Sarkozys. Andererseits verwischten die Trennlinien zwischen RPR und UDF zusehends. Sowohl Chirac als auch Balladur hatten Unterstützer in beiden Parteien. In der UDF wie im RPR gab es pro-europäische Anhänger des freien Markts (z. B. Alain Madelin in der UDF, Sarkozy im RPR), die untereinander mehr Gemeinsamkeiten hatten als mit einem jakobinischen Gaullisten wie Philippe Séguin (RPR) oder einem zur Mitte tendierenden Christdemokraten wie François Bayrou (UDF).
Bei den vorzeitigen Wahlen zur Nationalversammlung 1997 erlitten RPR und UDF eine unerwartete Niederlage gegen die vereint antretende Linke der gauche plurielle. Das RPR selbst erhielt 15,7 % der Stimmen im ersten Wahlgang und gewann 139 von 577 Sitzen. Alain Juppé musste das Amt des Premierministers an Lionel Jospin (PS) abgeben, womit die dritte Cohabitation der Fünften Republik begann – diesmal mit umgekehrten Rollen. Infolge der Wahlniederlage wurde Philippe Séguin, unterstützt vom Umfeld Balladurs, 1997 als Nachfolger Alain Juppés Parteivorsitzender des RPR. Bei den Regionalwahlen im März 1998 erhielten UDF und RPR zusammen 27,9 % der Stimmen (weitere 2,3 % für separate RPR-Kandidaturen). RPR-Kandidaten übernahmen die Präsidentschaft in 3 von 22 Regionen (Bretagne, Champagne-Ardenne, Pays de la Loire). Die Partei verlor damit gegenüber der Regionalwahl 1992 deutlich.
Im September 1998 wurde Séguin in einer Urwahl der Parteimitglieder bestätigt. Bereits wenige Monate später gab er das Amt wieder ab, nachdem der Konflikt mit Jacques Chirac um den Kurs des RPR eskaliert war. Nicolas Sarkozy, bis dahin Generalsekretär, übernahm den Interimsvorsitz des RPR. Bei der Europawahl 1999 erlitt das RPR eine dramatische Niederlage: Die gemeinsame Liste mit der UDF-Abspaltung Démocratie libérale (DL) mit dem Spitzenkandidaten Nicolas Sarkozy erreichte lediglich 12,82 % der Stimmen und 12 von 81 Sitzen. Im bürgerlichen Lager war sie damit nur noch zweitstärkste Kraft hinter der von Philippe de Villiers und dem RPR-Mitglied Charles Pasqua getragenen, euroskeptischen Liste Rassemblement pour la France (RPF). Die Fraktion Union für Europa, die maßgeblich aus Europaparlamentariern des RPR (und denen von Forza Italia) bestanden hatte, löste sich nach der Wahl auf. Stattdessen traten die Vertreter des RPR wie der UDF der großen Mitte-rechts-Fraktion EVP-ED bei und wurden so zu Partnern der deutschen Unionsparteien und der britischen Tories. Das Ausscheiden der EU-skeptischen „Souveränisten“ aus dem RPR trug weiter zur Annäherung von gaullistischen und nicht-gaullistischen gemäßigten Rechten in Frankreich bei. Das politische Konzept des Gaullismus spielte um die Jahrtausendwende keine nennenswerte Rolle mehr.

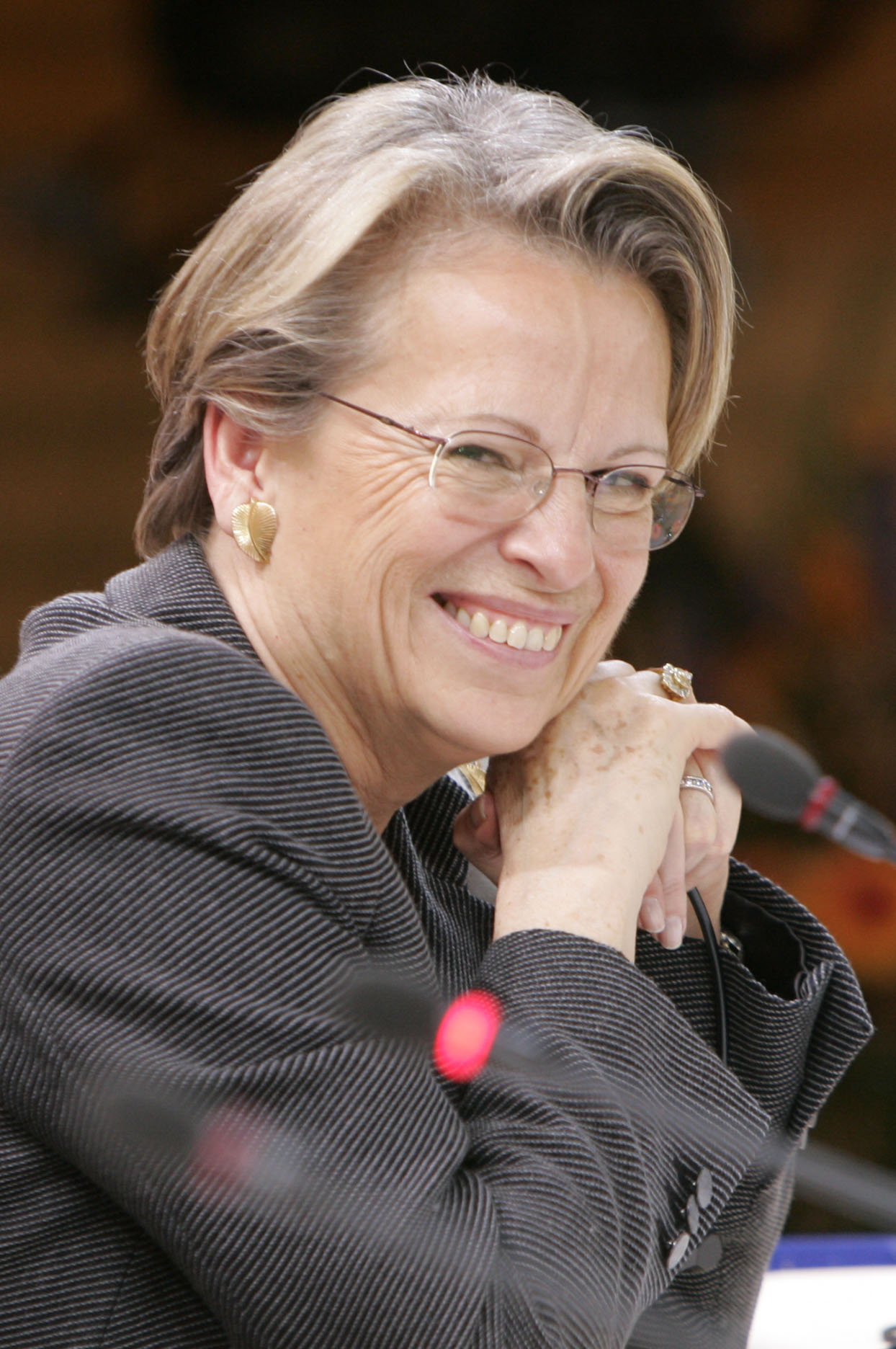
Die letzte RPR-Vorsitzende Michèle Alliot-Marie

Bei der Urwahl zum Parteivorsitz bewarben sich vier Kandidaten, wobei sich Jean-Paul Delevoye und Michèle Alliot-Marie für die Stichwahl qualifizierten. Alliot-Marie setzte sich schließlich mit 62,7 % durch. Bei der Kommunalwahl im März 2001 verlor das RPR das Rathaus von Paris an Bertrand Delanoë (PS). Die gaullistische Partei hatte seit der Wiedereinführung des Amtes des Pariser Bürgermeisters 1977 diesen Posten gehalten, zunächst mit Jacques Chirac (bis zu dessen Wahl zum Präsidenten 1995), anschließend mit Jean Tiberi. Diesen hatte das RPR wegen verschiedener Affären nicht wieder als Bürgermeisterkandidaten aufgestellt, sein Antreten mit einer eigenen Liste gegen den RPR-Kandidaten Philippe Séguin führte die Niederlage herbei.

### Aufgehen in der UMP
Um das Jahr 2000 wurde in RPR und UDF überlegt, aus den verschiedenen Parteien der parlamentarischen Rechten eine Einheitspartei hervorgehen zu lassen, um die Parlaments- und Präsidentschaftswahlen von 2002 vorzubereiten und damit die gaullistischen, liberalen und christdemokratischen Strömungen zu einen. Die bereits 1998 von den damaligen Parteivorsitzenden Philippe Séguin (RPR) und François Léotard (UDF) initiierte Alliance war eine Totgeburt, weil sie sich gegen den amtierenden Staatspräsidenten und seine Anhänger stellte. Die im April 2001 gegründete Union en mouvement (UEM) – mit dem UDF-Politiker Renaud Dutreil als Vorsitzenden und Hervé Gaymard (RPR) als Generalsekretär – hatte hingegen die Sympathie Chiracs. Die meisten führenden Parteivertreter erklärten jedoch anlässlich des 25. Jubiläums des RPR im Dezember 2001, an ihrer bisherigen Partei festhalten zu wollen.
Im Februar 2002 kam es zum Neustart der Union en mouvement, zwar nicht als einheitliche Partei, aber als Bündnis zur Unterstützung Chiracs bei der Präsidentschaftswahl am 21. April 2002, diesmal mit breiter Unterstützung aus RPR, Démocratie libérale und Teilen der UDF. Dennoch erzielte der Amtsinhaber im ersten Wahlgang lediglich 19,88 % der Stimmen, erreichte damit aber als Führender die Stichwahl, in die als Zweiter überraschend Jean-Marie Le Pen vom rechtsextremen Front national einzog, der knapp vor Lionel Jospin lag. Der Schock in Frankreich über das Wahlergebnis führte auch dazu, dass das UEM drei Tage später in die Union pour la majorité présidentielle (UMP; „Union für die Mehrheit des Präsidenten“) umgewandelt wurde – unter Beteiligung von RPR, DL und großen Teilen der UDF, deren unmittelbares Ziel darin bestand, Chirac als Kandidaten bei der Stichwahl um die Präsidentschaft zu unterstützen. Diese gewann Chirac im zweiten Wahlgang mit 82,21 % gegen 17,79 % für Jean-Marie Le Pen. Bei den darauffolgenden Parlamentswahlen im Juni 2002 trat das RPR nicht mehr eigenständig, sondern im Bündnis der UMP an. Dies war für RPR-Traditionalisten eine Zumutung – zumal der Premierminister und Spitzenkandidat Jean-Pierre Raffarin kein Gaullist, sondern ein DL-Mitglied war – zahlte sich aber aus: Die UMP errang 33,3 % der Stimmen im ersten Wahlgang und 365 von 577 Sitzen, weit mehr als das RPR je erreicht hatte.
Auf einem außerordentlichen Parteitag am 21. September 2002 in Villepinte beschlossen die Parteimitglieder  die Auflösung des RPR und dessen Eingliederung in die UMP, die vom Parteienbündnis zur Partei umgewandelt wurde. Auch die Démocratie libérale unter dem gescheiterten Präsidentschaftskandidaten Alain Madelin löste sich zugunsten der UMP auf. Zudem traten zahlreiche UDF-Politiker über, die Parti radical valoisien wurde zur assoziierten Partei der UMP. Diese benannte sich kurz darauf in Union pour un mouvement populaire um. Anders als zuvor das RPR hatte die UMP folglich keine eindeutig gaullistische Identität mehr, sondern war eine breite Sammelpartei des Mitte-rechts-Spektrums, nach dem Vorbild der deutschen CDU/CSU bzw. der Europäischen Volkspartei.

## Europäische Verbindungen
Da der Gaullismus eine spezifisch französische politische Strömung ist, gehörte das RPR zu keiner der klassischen europäischen Parteienfamilien. Ihre Europaparlamentarier saßen zunächst mit denen der irischen Fianna Fáil, der Scottish National Party (SNP) und der dänischen Fremskridtspartiet in der Fraktion der Europäischen Demokraten für den Fortschritt (EPD/DEP). Diese Fraktion stand supranationalen Bestrebungen skeptisch gegenüber, stattdessen vertrat sie de Gaulles Konzept eines Europa der Vaterländer. Ein besonders wichtiges Anliegen für sie war jedoch die Verteidigung der Gemeinsamen Agrarpolitik der EG. Aus der EPD/DEP ging nach der Europawahl 1984 die Fraktion der Sammlungsbewegung der Europäischen Demokraten (EDA/RDA) hervor, der ebenfalls Fianna Fáil, SNP und französische Abgeordnete kleinerer, mit der RPR verbündeter Parteien (u. a. CNIP) angehörten; nach dem EG-Beitritt Portugals kamen noch Vertreter der Partido Renovador Democrático (PRD) hinzu. Ab 1989 saßen in der Fraktion auch griechische Abgeordnete der kleinen Dimokratiki Ananeosi bzw. der rechtskonservativen Politiki Anixi.
Vor der Europawahl 1994 vereinbarten Chirac und Valéry Giscard d’Estaing eine gemeinsame Liste von RPR und UDF, deren gewählte Abgeordnete im EU-Parlament der christdemokratischen EVP-Fraktion beitreten sollten. Die RPR-Vertreter hielten sich nach der Wahl jedoch nicht an diesen Plan, sondern blieben in der EDA/RDE-Fraktion. Diese fusionierte 1995 mit der Fraktion Forza Europa, die von italienischen Abgeordneten der Forza Italia dominiert wurde, zur Fraktion Union für Europa (UfE). Insbesondere der EU-Skeptiker Philippe Séguin (ab 1997 Vorsitzender des RPR) strebte einen Zusammenschluss der konservativen, eurokritischen Parteien an und kündigte Ende 1997 gemeinsam mit Silvio Berlusconi an, die UfE zur politischen Partei auf europäischer Ebene erstarken zu lassen. Diese scheiterte jedoch kurze Zeit später, als Forza Italia zur EVP wechselte. Erst nach der Europawahl 1999 löste sich die „gaullistische“ Fraktion im EU-Parlament auf und die RPR-Abgeordneten wechselten in die EVP-ED-Fraktion. Dieser gehörten nun auch die britischen Konservativen an, sie war somit keine eindeutig christdemokratische Fraktion mehr, sondern ein breites Sammelbecken des Mitte-rechts-Lagers. Auf dem Parteitag 2001 wurde das RPR auch als Vollmitglied in die Europäische Volkspartei aufgenommen.

## Wahlergebnisse

### Parlamentswahlen
| Wahl | Wahlgang    | Stimmen   | Prozent | Sitze                             | Liste     | Fraktion                    |
| ---- | ----------- | --------- | ------- | --------------------------------- | --------- | --------------------------- |
| 1978 | 1. Wahlgang | 6.462.462 | 22,62   | 150 von 488                       | RPR       | 154 von 491                 |
| 1978 | 2. Wahlgang | 6.651.756 | 26,11   | 150 von 488                       | RPR       | 154 von 491                 |
| 1981 | 1. Wahlgang | 5.231.269 | 20,81   | 85 von 491                        | RPR       | 88 von 491                  |
| 1981 | 2. Wahlgang | 4.174.302 | 22,35   | 85 von 491                        | RPR       | 88 von 491                  |
| 1986 | /           | 6.008.612 | 21,44   | 73 von 573 (RPR) 74 von 573 (UDF) | RPR + UDF | 155 von 577 (RPR, ohne UDF) |
| 1986 | /           | 3.143.224 | 11,22   | 76 von 573                        | RPR       | 155 von 577 (RPR, ohne UDF) |
| 1988 | 1. Wahlgang | 4.687.047 | 19,19   | 126 von 575                       | RPR       | 130 von 577                 |
| 1988 | 2. Wahlgang | 4.688.493 | 23,09   | 126 von 575                       | RPR       | 130 von 577                 |
| 1993 | 1. Wahlgang |           |         |                                   |           |                             |
| 1993 | 2. Wahlgang |           |         |                                   |           |                             |
| 1997 | 1. Wahlgang | 3.983.257 | 15,65   | 139 von 577                       | RPR       | 140 von 577                 |
| 1997 | 2. Wahlgang | 5.714.354 | 22,46   | 139 von 577                       | RPR       | 140 von 577                 |

### Europaparlament
- 1979: 16,31 % – 15 von 81 Sitzen
- 1984: 43 % – 41 von 81 Sitzen (gemeinsame Liste mit UDF)
- 1989: 28,90 % – 26 von 81 Sitzen (gemeinsame Liste mit UDF)
- 1994: 25,70 % – 28 von 81 Sitzen (gemeinsame Liste mit UDF)
- 1999: 12,82 % – 12 von 81 Sitzen (gemeinsame Liste mit DL)

### Präsidentschaftswahlen
- 1981 (1. Wahlgang): 18 % Jacques Chirac
- 1988 (1. Wahlgang): 19,95 % Jacques Chirac
- 1988 (2. Wahlgang): 45,98 % Jacques Chirac
- 1995 (1. Wahlgang): 20,04 % Jacques Chirac und 18,58 % Édouard Balladur
- 1995 (2. Wahlgang): 52,64 % Jacques Chirac
- 2002 (1. Wahlgang): 19,88 % Jacques Chirac
- 2002 (2. Wahlgang): 82,21 % Jacques Chirac (UMP)

### Regionalwahlen
- 1986: Vorsitz in 6 von 22 Regionen
- 1992: 32,90 % – Vorsitz in 19 von 22 Regionen (UPF)
- 1998: 28,23 % – Vorsitz in 3 von 22 Regionen (gemeinsame Liste mit UDF)